# عرائس البيان في حقائق القرآن
 عرائس البيان في حقائق القرآن كتاب من كتب التفسير، لروزبهان البقلي.

## مؤلف الكتاب
روزبهان البقلي الشيرازي (522 - 606 هـ / 1128 - 1209 م) هو صوفي ولد في «بسا» قرب شيراز. هو روزبهان بن أبي النصر الفسوي الشيرازي الكازروني، صدر الدين، أبو محمد البقلي. توفي 606 هـ وقيل 666 هـ.

## نبذة عن الكتاب
هـو تـفسير إشاري رمزي على الطريقة الصوفية العرفانية، جمع فيه آراء من تقدمه من أقطاب الصوفية وأهل العرفان، فكان تفسيرا عرفانيا موجزا، وفي نفس الوقت جامعا وكاملا في حد ذاته.
قال في المقدمة: «ولما وجدت أن كلامه الأزلي لانهاية له في الظاهر والباطن، ولم يبلغ أحد إلى كـمـالـه وغـاية معانيه، لأن تحت كل حرف من حروفه بحرا من بحار الاسرار، و نهرا من أنهار الأنـوار، فـتـعرضت ان أغرف من هذه البحور الأزلية غرفات من حكم الأزليات، والإشارات والأبـديـات، ثـم أردفت بعد قولي اقوال مشايخي مما عباراتها الطف، وإشاراتها أظرف ببركاتهم، وسميته: عرائس البيان في حقائق القرآن».
وهو يجري في تفسيره مع الذوق العرفاني المجرد، حتى نهاية القرآن، وطبع في جزئين يضمهما مجلد واحد كبير.

## وصلات خارجية
- روزبهان البقلي/ تحميل الكتاب من المكتبة العلمية